# كارل بيرغستن
كارل بيرغستن (بالسويدية: Carl Bergsten)‏ هو مهندس معماري سويدي، ولد في 10 مايو 1879 في Norrköping ‏ في السويد، وتوفي في 22 أبريل 1935 في City of Stockholm (former municipality) ‏ في السويد.